# الانتخابات البرلمانية الموريتانية 1952
أجريت انتخابات الجمعية الوطنية في موريتانيا في 30 مارس 1952. وأسفرت عن فوز الاتحاد التقدمي الموريتاني الذي حصل على 22 مقعدا من أصل 24.

## النظام الانتخابي
تم انتخاب الجمعية الوطنية على دفعتين ؛ انتخبت الدفعة الأولى 8 أعضاء والثانية 16.

## النتائج
| حفل                                      | الأصوات       | ٪             | مقاعد         |
| الكلية الأولى                            | الكلية الأولى | الكلية الأولى | الكلية الأولى |
| ---------------------------------------- | ------------- | ------------- | ------------- |
| اتحاد الدفاع الموريتاني والاتحاد الفرنسي | 277           |               | 5             |
| الاتحاد الفرنسي                          | 183           |               | 3             |
| أطراف أخرى                               |               |               | 0             |
| أصوات غير صالحة / فارغة                  |               | -             | -             |
| مجموع                                    | 647           | 100           | 8             |
| الناخبون المسجلون / الاقبال              | 1،020         | 63.4          | -             |
| الكلية الثانية                           |               |               |               |
| الاتحاد التقدمي الموريتاني               | 31،644        |               | 12            |
| الوفاق الموريتاني                        | 10937         |               | 1             |
| أطراف أخرى                               |               |               | 0             |
| المستقلون                                | 5697          |               | 3             |
| أصوات غير صالحة / فارغة                  |               | -             | -             |
| مجموع                                    | 61.597        | 100           | 16            |
| الناخبون المسجلون / الاقبال              | 130441        | 47.2          | -             |
| المصدر: De Benoist                       |               |               |               |